# Bomba Venturi

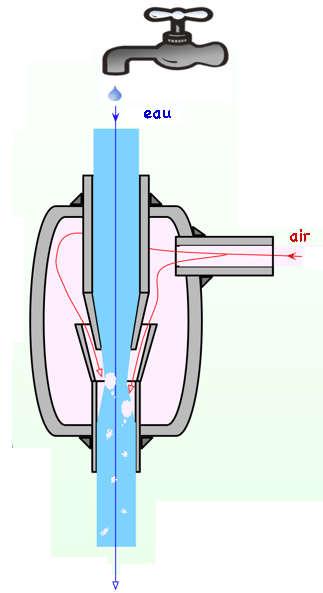
Esquema de funcionamiento de una bomba de vacío

Una  bomba Venturi  o  bomba de vacío tipo Venturi  es un equipo de laboratorio que permite producir un vacío en un espacio confinado mediante una corriente de agua, por ejemplo a una destilación a presión reducida o filtración a través de un embudo Buchner.
La bomba de vacío se compone de un cuerpo cilíndrico hueco que a su lado tiene una toma de aspiración (perpendicular al eje del tubo) y un sistema de fijación para la conexión del tubo a un grifo de agua. El cuerpo hueco tiene una sección reducida a la entrada de la toma de aspiración, creando así un vacío por efecto Venturi y produce el fenómeno de succión.
La bomba de vacío es una solución eficaz, pero utiliza una gran cantidad de agua (del grifo debe estar abierto durante todo el tiempo que dura la aspiración). Las presiones alcanzadas son en el rango de 10 a 15 mm Hg, que corresponde a 1,3-2% de la presión atmosférica normal (es decir, 760 mm Hg). Para alcanzar valores más bajos, se debe emplear una bomba de vacío a presiones de alrededor de 0,1 mm Hg para la más eficaz.
Se fabrican en diferentes materiales. Las hay metálicas, de cristal, etc.

## Aplicaciones
La bomba venturi se usa en diversas aplicaciones en la industria:
- Inyección en los motores de combustión
- Proyección de líquidos o sólidos,[2] en procesos como el granallado
- Trampa de Vapor
- Succión de lodos con desatascadora de agua a presión[3]